# Mpho Morobe
Mpho Jonas Morobe (* 2. November 1966) ist ein ehemaliger lesothischer Sprinter.
Er trat bei den Olympischen Sommerspielen 1996 in Atlanta an. Im Wettbewerb über 400 m schied er in den Vorläufen aus.